# Caio Lóssio Botelho
Caio Lóssio Botelho (Juazeiro do Norte, 19 de abril de 1933 - Fortaleza, 17 de dezembro de 2017) foi um geógrafo, professor, escritor e pesquisador cearense.

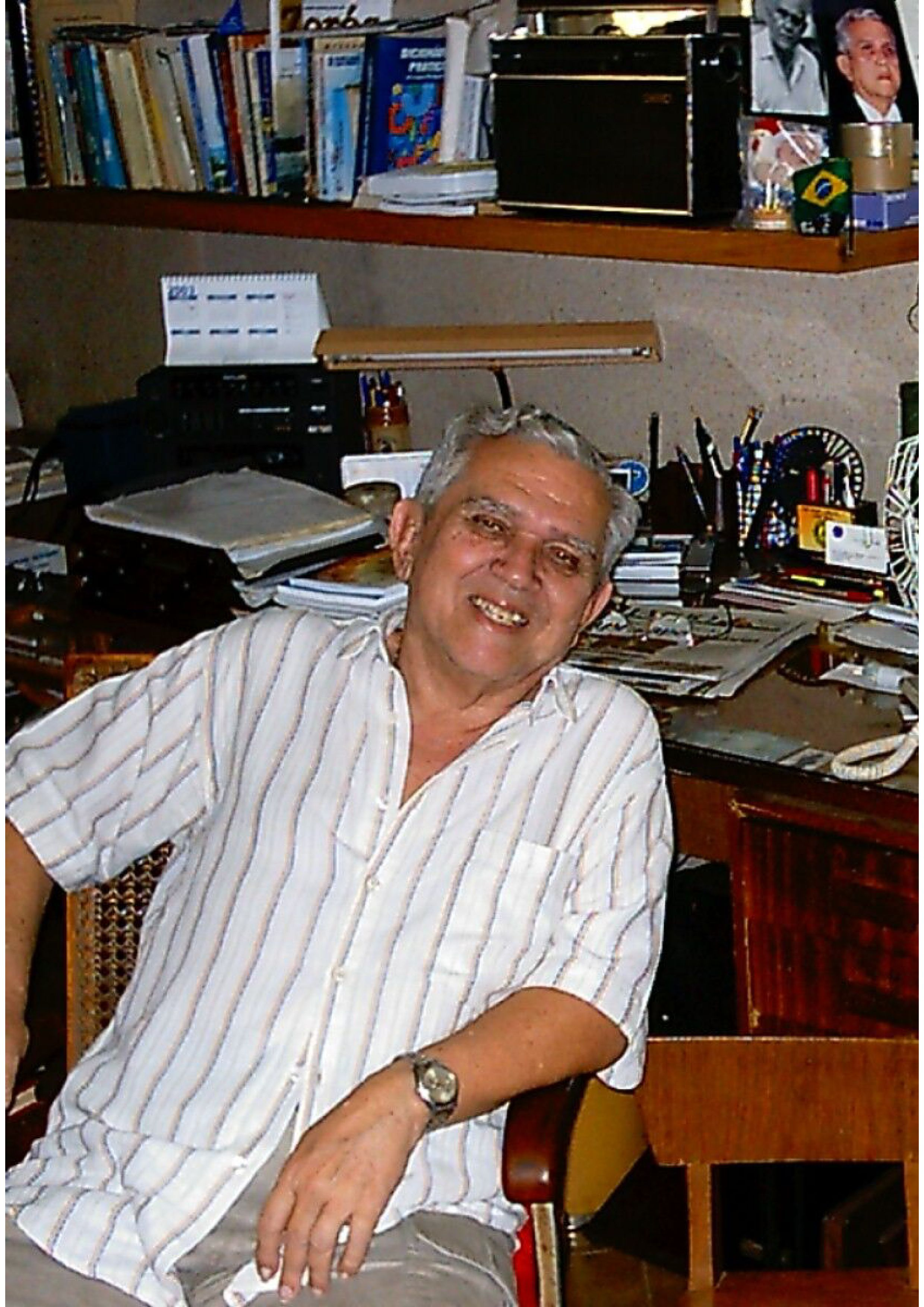
Caio Lóssio Botelho

## Biografia
Graduado em geografia e história pela Faculdade Católica de Filosofia do Ceará, em 1956. Lecionou na Universidade Federal do Ceará. Tem vários títulos de pós-graduação tais como: Doutor em planejamento regional e geografia integral; técnico em fotointerpretação e planejamento; técnico em métodos quantitativos em geografia; Bacharel em administração pública-UFC; Bacharel e licenciado em geografia-UFC e Bacharel e licenciado em história-UFC.
Foi associado a diversas instituições como o Instituto do Ceará, National Geographic Society, União Brasileira de Ciências Antropológicas e Etnogáficas, Academia Cearense de Ciências e Sociedade Cearense de Geografia e História. Foi estudioso do fenômeno das secas no Nordeste, principalmente do Ceará.

## Obras
- Geoclimorfologia no Tempo e no Espaço. Fortaleza, CE: Ed. A. Batista Fontenele, 1959.[9]
- A Geopolítica O Brasil em face desta Ciência. Fortaleza, CE: Ed. Progresso, 1961.
- Brasil A Europa dos Trópicos: Evolução da Infra-Estrutura Civilizatória Brasileira à Luz de Sua Filosofia Geográfica. Fortaleza, CE: [S.I], 1963.
- Geografia Dinâmica do Ceará: Evolução da Infra-Estrutura Civilizatória Cearense à Lua de Sua Filosofia Geográfica. Fortaleza, CE: Ed. Voz de São Francisco, 1965.
- Brasil A Europa dos Trópicos: Evolução da Infra-Estrutura Civilizatória Brasileira à Luz de Sua Filosofia Geográfica. Rio de Janeiro, RJ: Gráfica Record Editora, 1967.[10]
- A Geografia e a Geopolítica na Organização do Espaço Brasileiro. Fortaleza, CE: [S.I], 1973.
- A Geografia Econômica na Organização do Espaço Regional. Fortaleza, CE:  [S.I], 1978.
- Uma Visão Integrada da Seca. Fortaleza, CE: [S.I], 1981.
- A Filosofia e o Processo Evolutivo da Geografia. Fortaleza, CE: Imprensa Universitária do Ceará, UFC, 1987.[11]
- O Desafio da Posição e do Espaço Cearense. Revista do Instituto do Ceará - Tomo Especial. Fortaleza, CE: Instituto do Ceará, 1987.
- A Filosofia e o Processo Evolutivo da Geografia. Porto, Portugal: Editora Justiça e Paz, 1988.
- Dois Discursos no Instituto do Ceará: separatas da Revista do Instituto do Ceará, 1988. Fortaleza, CE: Instituto do Ceará, 1989.
- Terremoto, Não; Acomodação da Crosta, Sim. Fortaleza, CE: [S.I], 1989.
- A Impropriedade da Hora de "Verão"no Nordeste Setentrional e no Meio Norte. Fortaleza, CE: [S.I], 1989.
- A Ecologia. Fortaleza, CE: [S.I], 1989.
- Mensagens Rotárias e Outros Temas. Fortaleza, CE:  [S.I], 1991.
- A Filosofia e o Processo Evolutivo da Geografia. Rio de Janeiro, RJ: Ed. Bibliex, 1993.
- Estudos Regionais e Outros Temas. Fortaleza, CE: Ed. Banco do Nordeste (BNB), 1994.
- Reflexões Monísticas sobre Geografia e Outros Temas.  Fortaleza, CE: Casa José de Alencar, UFC, 1996.
- Brasil, A Europa dos Trópicos: 500 Anos Rumo à Civilização Trópico-Equatorial. Fortaleza, CE: Casa José de Alencar, UFC, 1999.
- Seca: Visão Dinâmica, Integrada e Correlações - O Sertão se Despeja no Mar. Fortaleza, CE: ABC Editora, 2000.
- Repensando o Cosmo: o Homem e a Geografia Astronômica. Fortaleza, CE: ABC Editora, 2001.
- Gruta de Ubajara: uma Página do Livro da Natureza. Fortaleza, CE: Ed. Banco do Nordeste (BNB), 2002.
- Capítulos Universais da Geografia Monística - Volume 1. Rio de Janeiro, RJ: ABC Editora, 2004.
- Capítulos Universais da Geografia Monística - Volume 2. Rio de Janeiro, RJ: ABC Editora, 2004.
- Geografia e Temas Afins na Visão de Caio Lóssio Botelho. (Organizadora: Maria José Rondon Régis Botelho). Fortaleza, CE: Expressão Gráfica e Editora, 2014.